# Voetbalelftal van Dominica (mannen)
Het Dominicaans voetbalelftal is een team van voetballers dat Dominica vertegenwoordigt bij internationale wedstrijden zoals de kwalificatiewedstrijden voor het WK, en de Caribbean Cup.
De Dominica Football Association werd in 1970 opgericht en is aangesloten bij de Caraïbische Voetbalunie (CFU), de CONCACAF en de FIFA (sinds 1994). Het Dominicaans voetbalelftal behaalde in november 2010 en februari 2011 met de 128e plaats de hoogste positie op de FIFA-wereldranglijst, in juli 2009 werd met de 198e plaats de laagste positie bereikt.

## Deelname aan internationale toernooien

### Wereldkampioenschap
Dominica speelt zijn eerste WK-kwalificatiewedstrijd op 10 maart 1996 in Roseau tegen Antigua en Barbuda (voorronde). De wedstrijd eindigt in een gelijkspel (3–3). Op 31 maart speelt Dominica de uitwedstrijd in St. John's en wint met 3–1. In de eerste ronde verliest het land echter twee met 0–1 van Barbados waardoor het zich niet plaatst voor het eindtoernooi. Voor het toernooi van 2006 speelt Dominica in de eerste ronde tegen de Bahama's (1–1 en 3–1) en plaatst zich voor de tweede ronde waar het met 0–10 verliest van Mexico, de grootste nederlaag van Dominica tot dusver.
| Wereldkampioenschap voetbal overzicht | Wereldkampioenschap voetbal overzicht | Wereldkampioenschap voetbal overzicht | Wereldkampioenschap voetbal overzicht | Wereldkampioenschap voetbal overzicht | Wereldkampioenschap voetbal overzicht | Wereldkampioenschap voetbal overzicht | Wereldkampioenschap voetbal overzicht | Wereldkampioenschap voetbal overzicht |
| Jaar                                  | Ronde                                 | Wed.                                  | W                                     | G                                     | V                                     | DV                                    | DT                                    |                                       |
| ------------------------------------- | ------------------------------------- | ------------------------------------- | ------------------------------------- | ------------------------------------- | ------------------------------------- | ------------------------------------- | ------------------------------------- | ------------------------------------- |
| 1998                                  | Niet gekwalificeerd                   | Niet gekwalificeerd                   | Niet gekwalificeerd                   | Niet gekwalificeerd                   | Niet gekwalificeerd                   | Niet gekwalificeerd                   | Niet gekwalificeerd                   |                                       |
| 2002                                  | Niet gekwalificeerd                   | Niet gekwalificeerd                   | Niet gekwalificeerd                   | Niet gekwalificeerd                   | Niet gekwalificeerd                   | Niet gekwalificeerd                   | Niet gekwalificeerd                   |                                       |
| 2006                                  | Niet gekwalificeerd                   | Niet gekwalificeerd                   | Niet gekwalificeerd                   | Niet gekwalificeerd                   | Niet gekwalificeerd                   | Niet gekwalificeerd                   | Niet gekwalificeerd                   |                                       |
| 2010                                  | Niet gekwalificeerd                   | Niet gekwalificeerd                   | Niet gekwalificeerd                   | Niet gekwalificeerd                   | Niet gekwalificeerd                   | Niet gekwalificeerd                   | Niet gekwalificeerd                   |                                       |
| 2014                                  | Niet gekwalificeerd                   | Niet gekwalificeerd                   | Niet gekwalificeerd                   | Niet gekwalificeerd                   | Niet gekwalificeerd                   | Niet gekwalificeerd                   | Niet gekwalificeerd                   |                                       |
| 2018                                  | Niet gekwalificeerd                   | Niet gekwalificeerd                   | Niet gekwalificeerd                   | Niet gekwalificeerd                   | Niet gekwalificeerd                   | Niet gekwalificeerd                   | Niet gekwalificeerd                   |                                       |
| 2022                                  | Niet gekwalificeerd                   | Niet gekwalificeerd                   | Niet gekwalificeerd                   | Niet gekwalificeerd                   | Niet gekwalificeerd                   | Niet gekwalificeerd                   | Niet gekwalificeerd                   | Niet gekwalificeerd                   |
| 2026                                  | Niet gekwalificeerd                   | Niet gekwalificeerd                   | Niet gekwalificeerd                   | Niet gekwalificeerd                   | Niet gekwalificeerd                   | Niet gekwalificeerd                   | Niet gekwalificeerd                   | Niet gekwalificeerd                   |

### Gold Cup
| CONCACAF Gold Cup overzicht | CONCACAF Gold Cup overzicht | CONCACAF Gold Cup overzicht | CONCACAF Gold Cup overzicht | CONCACAF Gold Cup overzicht | CONCACAF Gold Cup overzicht | CONCACAF Gold Cup overzicht | CONCACAF Gold Cup overzicht | CONCACAF Gold Cup overzicht |
| Jaar                        | Ronde                       | Wed.                        | W                           | G                           | V                           | DV                          | DT                          | Kwal                        |
| --------------------------- | --------------------------- | --------------------------- | --------------------------- | --------------------------- | --------------------------- | --------------------------- | --------------------------- | --------------------------- |
| 1991                        | Geen deelname               | Geen deelname               | Geen deelname               | Geen deelname               | Geen deelname               | Geen deelname               | Geen deelname               | Geen deelname               |
| 1993                        | Niet gekwalificeerd         | Niet gekwalificeerd         | Niet gekwalificeerd         | Niet gekwalificeerd         | Niet gekwalificeerd         | Niet gekwalificeerd         | Niet gekwalificeerd         | Niet gekwalificeerd         |
| 1996                        | Niet gekwalificeerd         | Niet gekwalificeerd         | Niet gekwalificeerd         | Niet gekwalificeerd         | Niet gekwalificeerd         | Niet gekwalificeerd         | Niet gekwalificeerd         | Niet gekwalificeerd         |
| 1998                        | Niet gekwalificeerd         | Niet gekwalificeerd         | Niet gekwalificeerd         | Niet gekwalificeerd         | Niet gekwalificeerd         | Niet gekwalificeerd         | Niet gekwalificeerd         | Niet gekwalificeerd         |
| 2000                        | Niet gekwalificeerd         | Niet gekwalificeerd         | Niet gekwalificeerd         | Niet gekwalificeerd         | Niet gekwalificeerd         | Niet gekwalificeerd         | Niet gekwalificeerd         | Niet gekwalificeerd         |
| 2002                        | Niet gekwalificeerd         | Niet gekwalificeerd         | Niet gekwalificeerd         | Niet gekwalificeerd         | Niet gekwalificeerd         | Niet gekwalificeerd         | Niet gekwalificeerd         | Niet gekwalificeerd         |
| 2003                        | Niet gekwalificeerd         | Niet gekwalificeerd         | Niet gekwalificeerd         | Niet gekwalificeerd         | Niet gekwalificeerd         | Niet gekwalificeerd         | Niet gekwalificeerd         | Niet gekwalificeerd         |
| 2005                        | Niet gekwalificeerd         | Niet gekwalificeerd         | Niet gekwalificeerd         | Niet gekwalificeerd         | Niet gekwalificeerd         | Niet gekwalificeerd         | Niet gekwalificeerd         | Niet gekwalificeerd         |
| 2007                        | Niet gekwalificeerd         | Niet gekwalificeerd         | Niet gekwalificeerd         | Niet gekwalificeerd         | Niet gekwalificeerd         | Niet gekwalificeerd         | Niet gekwalificeerd         | Niet gekwalificeerd         |
| 2009                        | Niet gekwalificeerd         | Niet gekwalificeerd         | Niet gekwalificeerd         | Niet gekwalificeerd         | Niet gekwalificeerd         | Niet gekwalificeerd         | Niet gekwalificeerd         | Niet gekwalificeerd         |
| 2011                        | Niet gekwalificeerd         | Niet gekwalificeerd         | Niet gekwalificeerd         | Niet gekwalificeerd         | Niet gekwalificeerd         | Niet gekwalificeerd         | Niet gekwalificeerd         | Niet gekwalificeerd         |
| 2013                        | Niet gekwalificeerd         | Niet gekwalificeerd         | Niet gekwalificeerd         | Niet gekwalificeerd         | Niet gekwalificeerd         | Niet gekwalificeerd         | Niet gekwalificeerd         | Niet gekwalificeerd         |
| 2015                        | Niet gekwalificeerd         | Niet gekwalificeerd         | Niet gekwalificeerd         | Niet gekwalificeerd         | Niet gekwalificeerd         | Niet gekwalificeerd         | Niet gekwalificeerd         | Niet gekwalificeerd         |
| 2017                        | Niet gekwalificeerd         | Niet gekwalificeerd         | Niet gekwalificeerd         | Niet gekwalificeerd         | Niet gekwalificeerd         | Niet gekwalificeerd         | Niet gekwalificeerd         | Niet gekwalificeerd         |
| 2019                        | Niet gekwalificeerd         | Niet gekwalificeerd         | Niet gekwalificeerd         | Niet gekwalificeerd         | Niet gekwalificeerd         | Niet gekwalificeerd         | Niet gekwalificeerd         | Niet gekwalificeerd         |
| 2021                        | Niet gekwalificeerd         | Niet gekwalificeerd         | Niet gekwalificeerd         | Niet gekwalificeerd         | Niet gekwalificeerd         | Niet gekwalificeerd         | Niet gekwalificeerd         | Niet gekwalificeerd         |
| 2023                        | Niet gekwalificeerd         | Niet gekwalificeerd         | Niet gekwalificeerd         | Niet gekwalificeerd         | Niet gekwalificeerd         | Niet gekwalificeerd         | Niet gekwalificeerd         | Niet gekwalificeerd         |
| 2025                        | Niet gekwalificeerd         | Niet gekwalificeerd         | Niet gekwalificeerd         | Niet gekwalificeerd         | Niet gekwalificeerd         | Niet gekwalificeerd         | Niet gekwalificeerd         | Niet gekwalificeerd         |

### CONCACAF Nations League
| 2019–20 | B | 6 | 1 | 0 | 5 | 3 | 14 | C |
| 2022–23 | C | 4 | 0 | 2 | 2 | 2 | 5  | C |
| 2023–24 | C | 4 | 3 | 1 | 0 | 8 | 2  | B |
| 2024–25 | B | 6 | 1 | 1 | 4 | 6 | 18 | B |

### Caribbean Cup
Na een aantal kwalificatietoernooien waarbij Dominica zich niet wist te plaatsen (1989–1993) wisten zij zich wel de kwalificeren voor het hoofdtoernooi in 1994. In de groepsfase werd gespeeld tegen Barbados (1–1), Guadeloupe (0–5) en Trinidad en Tobago (0–0).
| Caribbean Cup overzicht | Caribbean Cup overzicht | Caribbean Cup overzicht | Caribbean Cup overzicht | Caribbean Cup overzicht | Caribbean Cup overzicht | Caribbean Cup overzicht | Caribbean Cup overzicht | Caribbean Cup overzicht |
| Jaar                    | Ronde                   | Wed.                    | W                       | G                       | V                       | DV                      | DT                      |                         |
| ----------------------- | ----------------------- | ----------------------- | ----------------------- | ----------------------- | ----------------------- | ----------------------- | ----------------------- | ----------------------- |
| 1989                    | Niet gekwalificeerd     | Niet gekwalificeerd     | Niet gekwalificeerd     | Niet gekwalificeerd     | Niet gekwalificeerd     | Niet gekwalificeerd     | Niet gekwalificeerd     |                         |
| 1990                    | Niet gekwalificeerd     | Niet gekwalificeerd     | Niet gekwalificeerd     | Niet gekwalificeerd     | Niet gekwalificeerd     | Niet gekwalificeerd     | Niet gekwalificeerd     |                         |
| 1991                    | Geen deelname           | Geen deelname           | Geen deelname           | Geen deelname           | Geen deelname           | Geen deelname           | Geen deelname           |                         |
| 1992                    | Niet gekwalificeerd     | Niet gekwalificeerd     | Niet gekwalificeerd     | Niet gekwalificeerd     | Niet gekwalificeerd     | Niet gekwalificeerd     | Niet gekwalificeerd     |                         |
| 1993                    | Niet gekwalificeerd     | Niet gekwalificeerd     | Niet gekwalificeerd     | Niet gekwalificeerd     | Niet gekwalificeerd     | Niet gekwalificeerd     | Niet gekwalificeerd     |                         |
| 1994                    | Groepsfase              | 3                       | 0                       | 1                       | 2                       | 1                       | 11                      |                         |
| 1995                    | Niet gekwalificeerd     | Niet gekwalificeerd     | Niet gekwalificeerd     | Niet gekwalificeerd     | Niet gekwalificeerd     | Niet gekwalificeerd     | Niet gekwalificeerd     |                         |
| 1996                    | Niet gekwalificeerd     | Niet gekwalificeerd     | Niet gekwalificeerd     | Niet gekwalificeerd     | Niet gekwalificeerd     | Niet gekwalificeerd     | Niet gekwalificeerd     |                         |
| 1997                    | Niet gekwalificeerd     | Niet gekwalificeerd     | Niet gekwalificeerd     | Niet gekwalificeerd     | Niet gekwalificeerd     | Niet gekwalificeerd     | Niet gekwalificeerd     |                         |
| 1998                    | Groepsfase              | 3                       | 0                       | 0                       | 3                       | 2                       | 15                      |                         |
| 1999                    | Niet gekwalificeerd     | Niet gekwalificeerd     | Niet gekwalificeerd     | Niet gekwalificeerd     | Niet gekwalificeerd     | Niet gekwalificeerd     | Niet gekwalificeerd     |                         |
| 2001                    | Niet gekwalificeerd     | Niet gekwalificeerd     | Niet gekwalificeerd     | Niet gekwalificeerd     | Niet gekwalificeerd     | Niet gekwalificeerd     | Niet gekwalificeerd     |                         |
| 2005                    | Niet gekwalificeerd     | Niet gekwalificeerd     | Niet gekwalificeerd     | Niet gekwalificeerd     | Niet gekwalificeerd     | Niet gekwalificeerd     | Niet gekwalificeerd     |                         |
| 2007                    | Niet gekwalificeerd     | Niet gekwalificeerd     | Niet gekwalificeerd     | Niet gekwalificeerd     | Niet gekwalificeerd     | Niet gekwalificeerd     | Niet gekwalificeerd     |                         |
| 2008                    | Niet gekwalificeerd     | Niet gekwalificeerd     | Niet gekwalificeerd     | Niet gekwalificeerd     | Niet gekwalificeerd     | Niet gekwalificeerd     | Niet gekwalificeerd     |                         |
| 2010                    | Niet gekwalificeerd     | Niet gekwalificeerd     | Niet gekwalificeerd     | Niet gekwalificeerd     | Niet gekwalificeerd     | Niet gekwalificeerd     | Niet gekwalificeerd     |                         |
| 2012                    | Niet gekwalificeerd     | Niet gekwalificeerd     | Niet gekwalificeerd     | Niet gekwalificeerd     | Niet gekwalificeerd     | Niet gekwalificeerd     | Niet gekwalificeerd     |                         |
| 2014                    | Niet gekwalificeerd     | Niet gekwalificeerd     | Niet gekwalificeerd     | Niet gekwalificeerd     | Niet gekwalificeerd     | Niet gekwalificeerd     | Niet gekwalificeerd     |                         |
| 2017                    | Niet gekwalificeerd     | Niet gekwalificeerd     | Niet gekwalificeerd     | Niet gekwalificeerd     | Niet gekwalificeerd     | Niet gekwalificeerd     | Niet gekwalificeerd     |                         |

## FIFA-wereldranglijst[1]
| 1995 | 1996 | 1997 | 1998 | 1999 | 2000 | 2001 | 2002 | 2003 | 2004 | 2005 | 2006 | 2007 | 2008 | 2009 | 2010 | 2011 | 2012 | 2013 | 2014 | 2015 | 2016 | 2017 | 2018 |
| ---- | ---- | ---- | ---- | ---- | ---- | ---- | ---- | ---- | ---- | ---- | ---- | ---- | ---- | ---- | ---- | ---- | ---- | ---- | ---- | ---- | ---- | ---- | ---- |
| 158  | 138  | 139  | 133  | 149  | 152  | 161  | 174  | 185  | 165  | 172  | 181  | 189  | 191  | 197  | 129  | 171  | 161  | 167  | 184  | 176  | 174  | 168  | 178  |

DFA · 
Vrouwenvoetbalelftal van Dominica
Interlands
Tegenstander:
Amerikaanse Maagdeneilanden ·
Anguilla ·
Antigua en Barbuda ·
Aruba ·
Bahama's ·
Barbados ·
Bermuda ·
Britse Maagdeneilanden ·
Canada ·
Cuba ·
Dominicaanse Republiek ·
Grenada ·
Guatemala ·
Guyana ·
Haïti ·
Jamaica ·
Mexico ·
Nicaragua ·
Panama ·
Saint Kitts en Nevis ·
Saint Lucia ·
Saint Vincent en de Grenadines ·
Suriname ·
Trinidad en Tobago ·
Turks- en Caicoseilanden